# Ranah Baru
Ranah Baru is een bestuurslaag in het regentschap Kampar van de provincie Riau, Indonesië. Ranah Baru telt 1162 inwoners (volkstelling 2010).